# ياكوف هاداس هاندلسمان
ياكوف هاداس هاندلسمان (من مواليد 22 أغسطس 1957 في تل أبيب ) هو سفير إسرائيل لدى المجر. وكان سفيرا لإسرائيل إلى ألمانيا من 2012 إلى 2017، ومقره في سفارة إسرائيل في برلين. كما كان سفيرا لإسرائيل إلى الأردن
حصل على درجة البكالوريوس في دراسات الشرق الأوسط والعلوم السياسية من جامعة تل أبيب، وكذلك حصل على درجة الماجستير في دراسات الشرق الأوسط من الجامعة العبرية.